# Faceby
Faceby – wieś w Anglii, w hrabstwie North Yorkshire, w dystrykcie (unitary authority) North Yorkshire. Leży 53 km na północ od miasta York i 332 km na północ od Londynu.